# The Fugitive (film, 1913, Reid)
Pour les articles homonymes, voir The Fugitive.
Pour plus de détails, voir Fiche technique et Distribution.
The Fugitive est un film muet américain réalisé par Wallace Reid et sorti en 1913.

## Fiche technique
- Titre original : The Fugitive
- Réalisation : Wallace Reid
- Scénario :
- Photographie :
- Montage :
- Producteur :
- Société de production : American Film Manufacturing Company
- Société de distribution : Mutual Film
- Pays de production :  États-Unis
- Langue : film muet avec les intertitres en anglais
- Format : Noir et blanc — 35 mm — 1,33:1 — Muet
- Genre : Film dramatique, Western
- Durée :
- Dates de sortie : 
  -  États-Unis : 10 février 1913
  -  Royaume-Uni : 9 avril 1913

## Distribution
- Edward Coxen : le shérif
- Lillian Christy : Grace Merriwell
- George Field : le shérif adjoint
- Eugene Pallette : le fugitif

## Autour du film
- Ce film est la première apparition à l'écran pour Eugene Pallette, un acteur qui allait devenir plus tard l'un des acteurs de caractère les plus populaires du cinéma hollywoodien.